# 박예겸
박예겸(朴乂謙, 생몰년 미상)은 신라 하대의 문신이자 귀족이며 추존 국왕이다. 신덕왕의 아버지이며, 효공왕의 장인이다. 신덕왕 즉위 후에 선성대왕(宣聖大王)으로 추존되었다.

## 생애
성은 박(朴)이며, 아달라 이사금의 후손이다. 아달라 이사금이 후사가 없어 단절되었다는 《삼국사기》의 기록과는 모순된다. 《삼국유사》는 신덕왕의 모계를 인용하면서 예겸의 아내인 정화부인의 할아버지가 아달라 이사금의 먼 후손이라고 기록하고 있다.
875년(헌강왕 1년), 대아찬에 임명되었으며 880년(헌강왕 6년) 2월에 사직하였다. 899년(효공왕 3년) 3월, 딸이 효공왕의 왕비로 책봉되었다.
이후 예겸에 대한 기록은 없으며 912년 5월, 아들 경휘가 신덕왕으로 즉위하자 선성대왕(宣聖大王)으로 추존되었다. 아들 경휘는 헌강왕의 딸과 혼인하였는데, 효공왕이 자식 없이 죽자 나라 사람들의 추대를 받아 즉위하였다.

## 가족 관계
《삼국유사》에는 박예겸을 신덕왕의 양부라고 하며 친부는 박문원이라고 기록되어 있다.
- 아내 : 정화부인(貞和夫人) - 각간 순홍(順弘)의 딸이며 정화태후로 추존되었다.
  - 아들 : 신덕왕(神德王, ?~917) - 제53대 국왕
    - 며느리 : 의성왕후(義成王后) - 헌강왕의 딸
      - 손자 : 경명왕(景明王, ?~924) - 제54대 국왕
      - 손자 : 경애왕(景哀王, ?~927) - 제55대 국왕

  - 딸 : 박씨(朴氏)
    - 사위 : 효공왕(孝恭王, ?~912) - 제52대 국왕